# × Cyanthera glossodioides
× Cyanthera glossodioides – gatunek roślin z monotypowego rodzaju × Cyanthera z rodziny storczykowatych (Orchidaceae). Gatunek jest taksonem pochodzenia mieszańcowego i endemitem Australii Zachodniej. Formuła hybrydowa to Cyanicula sericea × Elythranthera brunonis.

## Systematyka
Gatunek sklasyfikowany do podplemienia Caladeniinae w plemieniu Diurideae, podrodzina storczykowe (Orchidoideae), rodzina storczykowate (Orchidaceae), rząd szparagowce (Asparagales) w obrębie roślin jednoliściennych.